# Proverville
Proverville ist eine französische Gemeinde mit 223 Einwohnern (Stand: 1. Januar 2022) im Département Aube in der Region Grand Est (bis 2015 Champagne-Ardenne). Die Gemeinde gehört zum Arrondissement Bar-sur-Aube und zum 1993 gegründeten Gemeindeverband Région de Bar-sur-Aube. Die Einwohner heißen Pithois.

## Geografie
Proverville liegt etwa 42 Kilometer ostsüdöstlich von Troyes am Fluss Aube.
Umgeben wird Proverville von den Nachbargemeinden Montier-en-l’Isle im Norden und Nordwesten, Ailleville im Norden, Bar-sur-Aube im Osten, Couvignon im Süden, Spoy im Südwesten, Fravaux im Westen sowie Jaucourt im Nordwesten.

## Bevölkerungsentwicklung
| Jahr                       | 1962 | 1968 | 1975 | 1982 | 1990 | 1999 | 2006 | 2011 | 2018 |
| Einwohner                  | 324  | 304  | 355  | 331  | 279  | 292  | 273  | 247  | 240  |
| Quellen: Cassini und INSEE |      |      |      |      |      |      |      |      |      |

## Sehenswürdigkeiten
- Kirche L'Assomption-de-la-Vierge, seit 2001 Monument historique

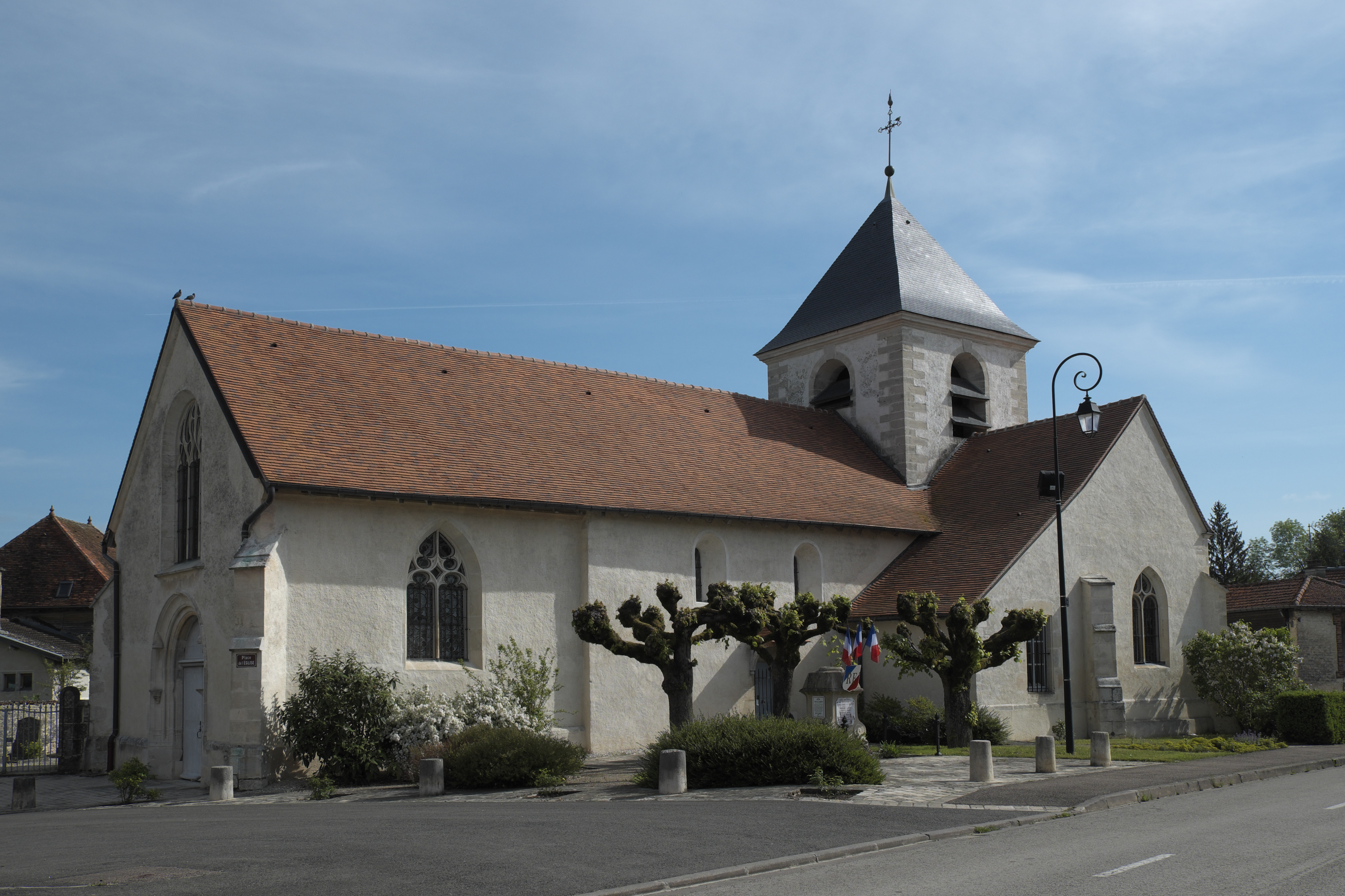
Kirche L'Assomption-de-la-Vierge

## Belege
1. ↑  Proverville auf cassini.ehess.fr
2. ↑  Proverville auf insee.fr